# Saint-Laurent-du-Var
Saint-Laurent-du-Var ist eine französische Gemeinde mit 31.645 Einwohnern (Stand 1. Januar 2022) an der Mittelmeerküste (Côte d’Azur) im Département Alpes-Maritimes in der Region Provence-Alpes-Côte d’Azur. Sie gehört zum Gemeindeverband Métropole Nice Côte d’Azur.
Während der Französischen Revolution hatte die Gemeinde den Namen Laurent-du-Var.

## Geografie
Saint-Laurent-du-Var liegt wenige Kilometer südwestlich von Nizza (Nice). Die Gemeinde erstreckt sich in Nord-Süd-Richtung am rechten Flussufer des Var bis zu dessen Mündung in das Mittelmeer. Am linken Flussufer im Osten des stark urbanisierten Ortes liegt eine fruchtbare Marsch-Ebene. Westlich erhebt sich parallel zum Verlauf des Flusses eine Hügelkette, von deren bis etwa 200 Meter hohen Gipfeln das Tal und der Küstenstreifen im Süden zu überblicken ist.

## Geschichte
Spuren einer alten Küstensiedlung sowie Überreste von Mauern, Dachziegeln, Amphoren und Keramik aus römischer Zeit nahe dem heutigen Square de Djibouti belegen eine frühe Besiedelung der Umgebung.
Der Ursprung der Gemeinde Saint-Laurent liegt in der Gründung einer Herberge für Reisende im 11. Jahrhundert, die unter den Schutz des heiligen Laurentius von Rom gestellt wurde. Um das Castrum Sancti Laurentii und eine Furt über den Var entstand die Ortschaft. Bis im Jahr 1792 die erste Brücke erbaut wurde, war die Furt eine wichtige Einnahmequelle. Zum Transport auf die andere Flussseite wurden die Reisenden teils auf dem Rücken von Menschen über den Fluss getragen.
Im 15. Jahrhundert wurde die Ortschaft zunächst vollständig verlassen, um später von Familien aus Ligurien wieder besiedelt zu werden.
In den Kriegsjahren 1943 und 1944 musste die Gemeinde wegen der Var-Brücke mehrere alliierte Bombenangriffe erdulden. 70 Menschen kamen ums Leben und der Ort wurde weitgehend verwüstet.

## Bevölkerungsentwicklung
| Jahr                       | 1962 | 1968   | 1975   | 1982   | 1990   | 1999   | 2006   | 2018   |
| Einwohner                  | 8186 | 10.156 | 15.503 | 20.678 | 24.426 | 27.141 | 30.076 | 28.511 |
| Quellen: Cassini und INSEE |      |        |        |        |        |        |        |        |

Die heutige stark urbanisierte Struktur der Gemeinde in der Aire urbaine von Nizza mit mehr als 500.000 Einwohnern ist erst Ergebnis der Entwicklung der jüngeren Vergangenheit. Noch Anfang der 1960er-Jahre war Saint-Laurent-du-Var eine Kleinstadt mit weniger als 10.000 Einwohnern. Ein starker Zuzug in den Großraum Nizza ließ den Ort vor allem in den 1970er-Jahren rapide wachsen. 1982 war bei immer noch anhaltendem Wachstum bereits die 20.000-Einwohner-Grenze überschritten. Durch ihre geografische Lage mit teils schwer zu besiedelnden Hanglagen ist die rechnerische Bevölkerungsdichte mit etwa 2500 Einwohnern pro Quadratkilometer für den Urbanisierungsgrad relativ gering.

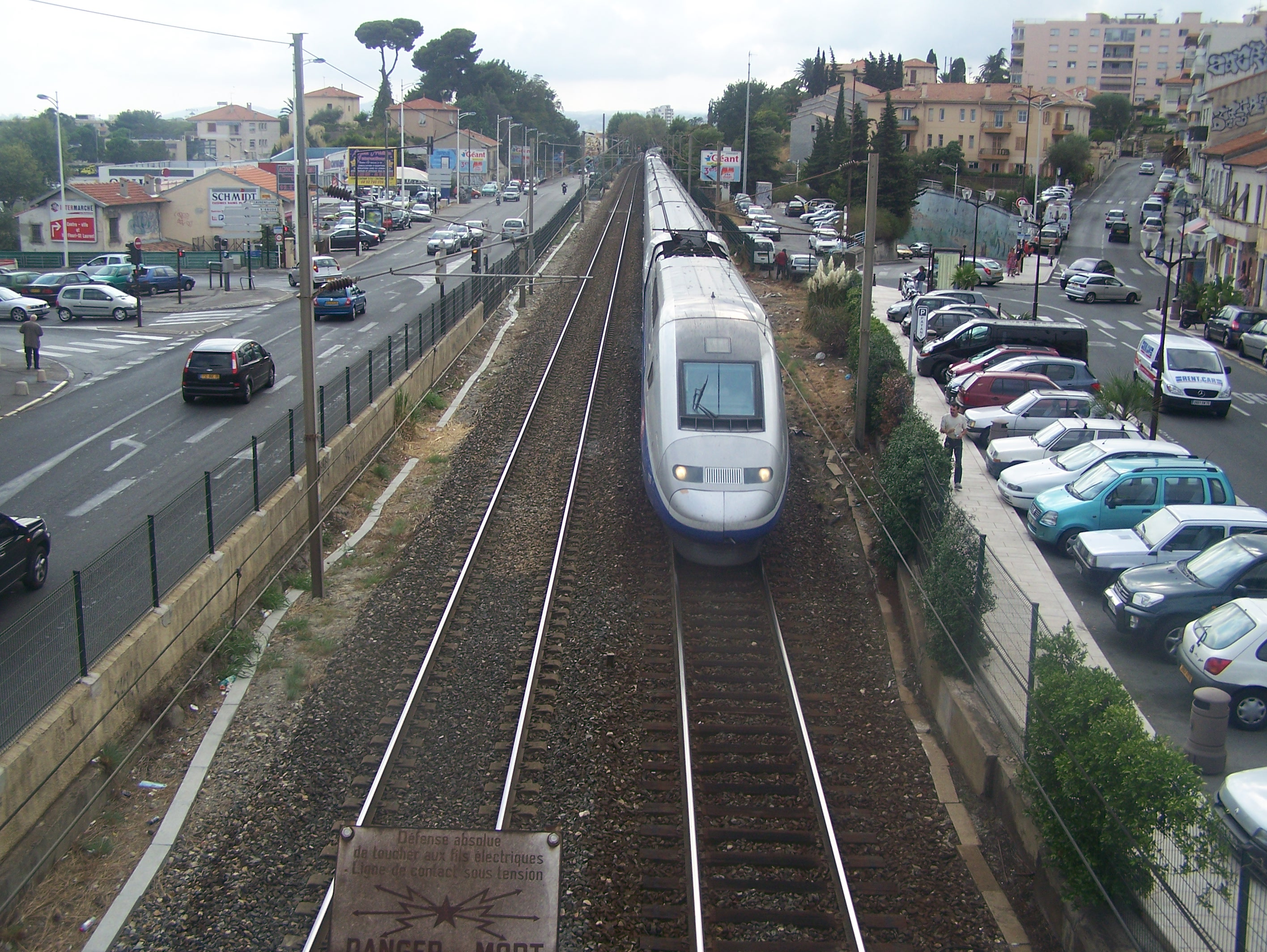
Ein TGV Duplex in Saint-Laurent-du-Var an der Bahnstrecke Marseille–Ventimiglia

## Kultur und Sehenswürdigkeiten
Die Gemeinde wurde nach den Bombenangriffen in den Jahren 1943 und 1944 fast vollständig im Nachkriegsstil neu errichtet. Der Ort ist daher eine moderne Siedlung mit nur wenigen historischen Bauwerken. Zu den älteren Gebäuden zählt das Château de Montaleigne aus dem 19. Jahrhundert.
Der Yachthafen ist einer der wichtigsten touristischen Anziehungspunkte der Gemeinde.

## Persönlichkeiten
- Nikolai Nikolajewitsch Judenitsch, Николай Николаевич Юденич (* 30. Juli 1862 in Moskau; † 5. Oktober 1933 in Saint-Laurent-du-Var), russischer General
- Clémentine de Vère (1888–1973) starb in Saint-Laurent-du-Var.
- Edmond Jouhaud (* 2. April 1905 in Paris; † 1995 ebenda), französischer General
- Lucien Teisseire (1919–2007), französischer Radrennfahrer
- André Franquin (1924–1997), belgischer Comic-Zeichner
- Joseph Joffo (1931–2018), französischer Schriftsteller, Autor von A Bag of Marbles

## Städtepartnerschaften
Saint-Laurent-du-Var pflegt Partnerschaften mit folgenden Städten und Gemeinden:
- Landsberg am Lech in Bayern, Deutschland
- Siófok in Ungarn